# Tre Brown
Reginald „Tre“ Brown (* 24. September 1997 in Tulsa, Oklahoma) ist ein US-amerikanischer American-Football-Spieler auf der Position des Cornerbacks, der bei den San Francisco 49ers unter Vertrag steht. Er spielte College Football für Oklahoma in der Big 12 Conference. Im NFL Draft 2021 wurde er in der vierten Runde von den Seattle Seahawks ausgewählt.

## Frühe Jahre
Brown besuchte die Union High School in Tulsa, Oklahoma, wo er sich als herausragender Footballspieler etablierte. Seine beeindruckenden Leistungen auf dem Spielfeld zogen die Aufmerksamkeit mehrerer renommierter College-Programme auf sich. Letztendlich entschied er sich für die University of Oklahoma, obwohl auch Angebote von Schulen wie LSU, Florida, USC und Texas vorlagen.

## College
An der University of Oklahoma spielte Brown von 2017 bis 2020 für die Oklahoma Sooners.
In seinem ersten Jahr am College spielte Brown in allen 14 Spielen und startete sogar ein Spiel gegen die TCU Horned Frogs.
In seiner zweiten Saison bei den Sooners startete er in 8 Spielen und wurde mit einem Kick-Off-Return-Schnitt von 23,7 Yards pro Return zum Second Team All-Big 12 als Kick Returner gewählt.
In seinem dritten Jahr startete Brown in allen 14 Spielen und hatte erheblichen Anteil daran, dass Oklahoma das CFP-Halbfinale gegen die LSU Tigers erreichte.
In seinem letzten Jahr am College spielte Brown mit 3 Interceptions die statistisch beste Saison und wurde ins Second-Team All Big 12 gewählt.
Am 21. Dezember 2020, zwei Tage nach dem Big 12 Championship Game gegen Iowa State, gab Brown bekannt, im April am NFL Draft teilnehmen zu wollen und verzichtete darauf, im Cotton Bowl gegen die Florida Gators zu spielen.

## NFL
Brown wurde in der vierten Runde als 137. Spieler des NFL Draft 2021 von den Seattle Seahawks ausgewählt. Sein NFL-Debüt hatte er in Woche 6 gegen die Pittsburgh Steelers. Aufgrund einer Knieverletzung in Woche 11 gegen die Arizona Cardinals wurde er am 27. November auf die Season-Ending Injured Reserve List platziert. Erst ab Woche 11 der Saison 2022 kam er wieder zu Einsätzen in der NFL, konnte sich auf der Position des linken Cornerbacks allerdings zunächst nicht gegen Michael Jackson durchsetzen.
In der Saison 2023 fing Brown zwei Interceptions, darunter ein Pick Six gegen die Detroit Lions in Woche 2. In diesem Jahr sah er mehr Einsatzzeit; er bestritt 15 Regular-Season-Spiele, davon 7 als Starter.
2024 bestritt er 13 Spiele für die Seahawks, davon nur 3 als Starter. Am 13. März 2025 unterschrieb er einen Einjahresvertrag bei den San Francisco 49ers.